# Michał Chmielewski
Michał Chmielewski (Varsovia, 8 de junio de 2004) es un deportista polaco que compite en natación, especialista en el estilo mariposa. Su hermano 
gemelo Krzysztof compite en el mismo deporte.
Ganó una medalla de bronce en el Campeonato Europeo de Natación de 2024, en la prueba de 200 m mariposa.

## Palmarés internacional
| Campeonato Europeo | Campeonato Europeo | Campeonato Europeo | Campeonato Europeo |
| Año                | Lugar              | Medalla            | Prueba             |
| ------------------ | ------------------ | ------------------ | ------------------ |
| 2024               | Belgrado (Serbia)  | Medalla de bronce  | 200 m mariposa     |